# Hartmannsdorf, Greiz
Hartmannsdorf är en kommun och ort i Landkreis Greiz i förbundslandet Thüringen i Tyskland.
Kommunen ingår i förvaltningsgemenskapen Bad Köstritz tillsammans med kommunerna Bad Köstritz och Caaschwitz.